# Geleenbreuk
De Geleenbreuk is een breuk in Nederlands Zuid-Limburg en aangrenzend Belgisch Limburg.
De breuk is vernoemd naar het dorp Geleen.
Op ongeveer anderhalve kilometer naar het zuidwesten ligt de Heerlerheidebreuk en op anderhalve kilometer naar het noordoosten de Feldbissbreuk.

## Ligging
De breuk loopt noordwest-zuidoost en kruist daarbij het Maasdal, het Plateau van Graetheide, het Geleenbeekdal en de westrand van het Plateau van Doenrade. Plaatsen waarlangs de breuk loopt zijn Bree, Rotem, Grevenbicht, Obbicht, Graetheide, Guttecoven, Einighausen, tussen Sittard en Geleen door, Munstergeleen en eindigend bij Puth.
Ten zuiden van de Belgische stad Bree bij Opitter ligt een tien kilometer lange breuktrede van het Kempens Plateau met ter plaatse een hoogteverschil van 15 tot 25 meter.

## Geologie
De breuken in Noordoost Zuid-Limburg zijn onderdeel van de Roerdalslenk.
De Roerdalslenk vormde zich op oudere extensionele structuren uit het Trias en Jura. In het Krijt raakten deze structuren inactief en trad zelfs tektonische inversie op.
De Roerdalslenk zelf is actief sinds het late Oligoceen (rond 25 miljoen jaar geleden). De Geleenbreuk is, samen met de Feldbissbreuk en Heerlerheidebreuk onderdeel van de Feldbiss-breukzone die een (noord-zuid) doorsnede heeft van ongeveer vijf kilometer. Ten noordoosten van het gebied bevindt zich een gebied dat daalt (de eigenlijke Roerdalslenk), terwijl ten zuidwesten het gebied van plateaus en dalen juist wordt opgeheven.